# Gouvernement Hundseid
Kolstad Mowinckel III

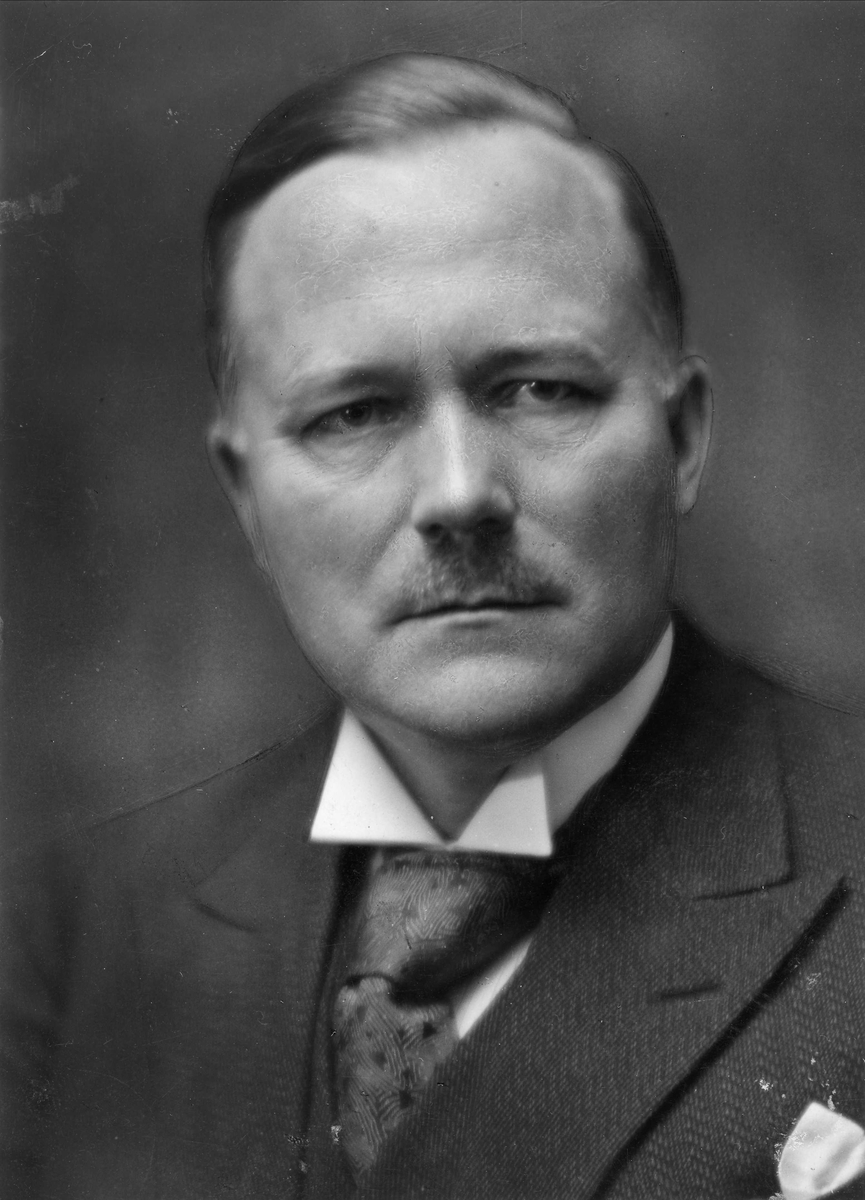
Jens Hundseid

Le gouvernement Hundseid est à la tête du royaume de Norvège de mars 1932 à mars 1933.

## Histoire
Jens Hundseid est nommé Premier ministre en remplacement de Peder Kolstad, mort le 1er février 1932. Son gouvernement ne reste au pouvoir qu'un peu plus d'un an avant de s'effondrer. Il est remplacé par un gouvernement libéral dirigé par Johan Ludwig Mowinckel.

## Composition
- Ministre d'État : Jens Hundseid
- Ministre des Affaires étrangères : Birger Braadland
- Ministre des Affaires religieuses et de l'Éducation : Nils Trædal
- Ministre de la Justice : Asbjørn Lindboe
- Ministre de la Défense : Vidkun Quisling
- Ministre des Finances : Jon Sundby
- Ministre de l'Industrie et du Commerce : Ivar Kirkeby-Garstad
- Ministre de l'Emploi : Rasmus Langeland
- Ministre de l'Agriculture : Jens Hundseid
- Ministre des Affaires sociales : Jakob Vik